# Jane Smiley
Jane Smiley (Los Angeles, 26 settembre 1949) è una scrittrice statunitense.
Si è laureata presso l'Iowa State University, dove ha insegnato letteratura inglese dal 1981 al 1996. Nel 1992 ha vinto il premio Pulitzer per la narrativa per il romanzo Erediterai la terra (titolo originale: A Thousand Acres), ispirato al Re Lear shakespeariano, da cui la regista australiana Jocelyn Moorhouse nel 1997 ha tratto il film Segreti.

## Opere

### Romanzi
- Barn Blind (1980)
- At Paradise Gate (1981)
- Duplicate Keys (1984)
- The Greenlanders (1984)
- A Thousand Acres (1991) (Erediterai la terra, La Nuova Frontiera, Roma, 2024)
- Moo (1995)
- The All-True Travels and Adventures of Lidie Newton (1998)
- Horse Heaven (2000)
- Good Faith (2003)
- Ten Days in the Hills (2007)
- Private Life (2010)
- Some Luck (2014)
- Early Warning (2015)
- Golden Age (2015)

### Raccolte di racconti
- The Age of Grief (1987)
- Ordinary Love & Good Will (1989)